# NEO Software
NEO Software produktions GmbH, österrikisk datorspelsutvecklare grundad år 1993. Köptes år 2001 upp av Take Two Interactive och döptes i januari 2003 om till Rockstar Vienna som ett led i Take Twos verksamhet för att skapa en enad image. Rockstar Vienna lades ned den 11 maj 2006.

## Utvecklade spel
- (1994) The Clue!